# Nishiwaki
Nishiwaki (japanska: 西脇市 ?, Nishiwaki-shi) är en stad i Hyōgo prefektur i Japan. Staden fick stadsrättigheter 1952.